# 西班牙商務辦事處
西班牙商務辦事處（西班牙語：Cámara de Comercio Española en Taiwán）為西班牙設於中華民國之代表處，作為無正式外交關係之實質大使館功能。其對應機構為設於马德里之駐西班牙台北經濟文化辦事處。

## 外部連結
- Official website （页面存档备份，存于） （西班牙語）